# Повернені території

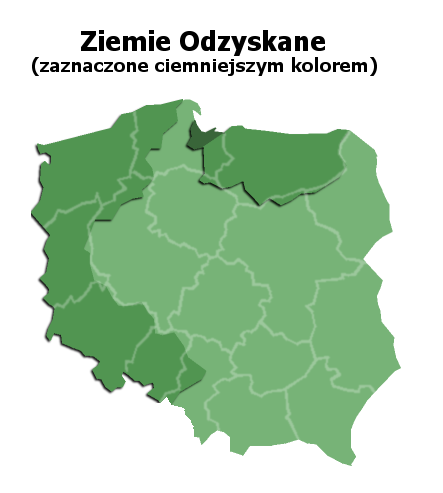
«Повернені території» на мапі сучасної Польщі

Повернені території (також повернені землі; в просторіччі Німецька Польща; пол. Ziemie Odzyskane, пол. Ziemie Zachodnie) — умовна назва для колишніх територій Третього рейху, велика частина яких була передана Польщі за умовами міжнародних Ялтинської і Потсдамської конференцій у 1945, а також у результаті двосторонніх договорів з СРСР у 1945—1956 роках. Факт «стягнення» земель як повоєнної репарації мав дуже важливі соціально-економічні наслідки для Польщі і польського народу. Їх вплив на польсько-німецькі відносини був і залишається неоднозначним, оскільки передача земель супроводжувалася масовими втечами і/або депортацією етнічних німців, чехів, сілезців і кашубів до Німеччини.

## Термінологія
Термін «повернені землі», за задумом його авторів, повинен був відбивати слов'янське і, зокрема, польське історичне минуле цих регіонів, які зазнали довгої, в тому числі насильницької, германізації в Середні століття і Новий час. Польща фактично змогла повернутися в свої кордони X — початку XI століть, часів п'ястівської династії.
Попри те, що полаби, мазури і сорби заселяли дані землі ще в VII—IX століттях, вони не змогли створити на західних рубежах своїх державних утворень і потрапили в залежність від міцніючих німецьких держав. Незалежна Польща в ранній період своєї історії намагалася впливати на периферійні групи балтійських слов'ян з глибин континенту, досягнувши найвищого контролю в кінці Х століття, проте у 1018 польський контроль за Померанією і басейном Одеру був остаточно втрачений. У результаті тривалого періоду німецької колонізації Східної Європи, отримала назву «Натиск на Схід», Пруссія почала політику активної колонізації, а також германізації польського та іншого слов'янського населення даних територій. Велике князівство Познанське поступово втратило свою автономію, частка поляків у ньому неухильно скорочувалася.
Незалежна Польща, створена після 1917, не могла власними силами повернути західні польські землі, попри поразку Німеччини у Першій світовій (виняток склав невеликий, але стратегічно важливий Польський коридор). Зусилля поляків у цей період були спрямовані на військові конфлікти з Україною, Литвою і ще незміцнілим СРСР за так звані Східні Креси. Але розділ Польщі 1939 між СРСР і Німеччиною поклав край цим планам.
Передачу Польщі заодерських земель підтримав у першу чергу сам Радянський Союз, чиї війська зайняли ці території в ході Другої світової війни. До радянських військ незабаром приєдналися і польські. США та Велика Британія з розумінням ставилися до радості поляків, проте вони з крайньою настороженістю ставилися до факту стихійного захоплення німецьких територій, але, враховуючи підтримку СРСР, обмежилися лише дипломатичними нотами. Радянська влада сприймали передачу німецьких земель Польщі як рівноцінну компенсацію за території, відторгнуті від Польщі в 1939, хоча і на сході до 1947 СРСР повернув Польщі Підляшшя з Білостоком і Надсяння. Загальна площа Польщі до 1947 була все одно меншою, ніж у 1939 році, на 77 000 км² (Бельгія і Нідерланди разом узяті), що частково компенсувалося збільшенням доступу країни до Балтійського моря, а також вищим рівнем розвитку логістичної інфраструктури колишніх німецьких земель, хоча більша частина важливих адміністративних і виробничих будівель була зруйнована в роки війни.
У цілому, згідно з рішеннями Потсдамської конференції (липень-серпень 1945), за якою підписали Радянсько-польський договір, 1945 (16 серпня), до незалежної Польщі було приєднано східні області Німеччини, розташовані на схід від лінії Одер/Нейсе: Західна Пруссія (частина), Сілезія (частина), Східна Померанія і Східний Бранденбург, колишнє Вільне місто Данциг, а також округ Щецина на захід від річки.

## Географія повернених земель
Приєднанні до Польщі північні і західні землі складалися з теренів колишніх провінцій Німеччини (раніше Пруссія): південна частина Східної Пруссії: близько 23 354 км², східна частина Сілезії близько 34529 км², східна частина Померанії близько 31301 км², Ноймарк — 11 329 км², східна частина Саксонії — 142 км². Всього: близько 101 000 км².
На 1939 рік на цій території проживало 7,1 млн німців і 1,3 млн поляків.

## Історія до 1945
Численні західнослов'янські племена населяли більшу частину сучасної Польщі з 6-го століття. Мешко I вождь полян об'єднав навколо своєї фортеці в Гнєзно різні сусідні племена в другій половині 10-го століття, створивши першу польську державу і ставши першим історично зареєстрованим князем з династії П'ястів. Підконтрольні йому терени приблизно включали всі області, що пізніше стали «поверненими землями», за винятком Вармінсько-Мазурської частини Старої Пруссії та Східної Лужиці.
Його син і наступник Болеслав I Хоробрий у 1018 підписав Будишинський мир, за яким отримав розширення на південь, але втратив контроль над землями Західної Померанії на Балтійському узбережжі. Після феодальної роздрібненості, язичницьких повстань і богемського вторгнення у 1030-х, Казимир I Відновитель знову об'єднав під п'ястівською владою більшість тих земель, в тому числі Сілезію і Любуську землю по обидва береги середньої течії Одеру, але без Передньої Померанії, яка стала частиною Польської держави знову під час правління Болеслава III Кривоустого 1116—1121, коли Грейфи заснували Померанське герцогство. Після смерті Болеслава у 1138 Польща майже 200 років зазнала феодальної роздрібненості під владою синів Болеслава і їх нащадків, які нерідко вступали у сварки один з одним. Часткове возз'єднання було досягнуте за часів правління Владислава І Локетка, коронованого королем Польщі у 1320 році, хоча Сілезьке і Мазовецьке герцогства залишалися незалежними, хоча й під владою П'ястів.
Під час XII-го до XIV-го століть, німецькі, голландські і фламандські поселенці переїжджали у Східну Центральну і Східну Європу в процесі міграції відому як Ostsiedlung. У Померанії, Бранденбурзі, Східній Пруссії і Сілезії, колишнє західнослов'янське (полабські слов'яни і поляки) або балтське населення стали національними меншинами, хоча значна кількість корінних жителів залишилася у Верхній Сілезії. У Великій Польщі і в Східній Померанії німецькі поселенці сформували меншини.
Попри фактичну втрату кількох провінцій, середньовічні юристи Королівства Польща створили конкретні претензії до всіх колишніх польські земель, що не були возз'єднані з іншою частиною країни в 1320 році. Вона була заснована на теорії Corona Regni Poloniae, відповідно до якого держава (Корона) та її інтереси були вже не тісно пов'язані з особистістю монарха. Через це монарх не міг відмовитися від будь-якої з територій, які були історично і/або етнічно польськими. Ці претензії стосувались усіх територій, які були частиною або залежали від Польської корони після смерті Болеслава III у 1138 році. Деякі з територій (Помералія і Мазовія) були возз'єднані з Польщею протягом XV і XVI століть. Проте всі польські монархи до скасування Речі Посполитої у 1795 році обіцяли зробити все можливе, щоб возз'єднати ці території з короною
Повернені землі поділяються на три категорії:
- Що були частиною польської держави в період правління П'ястів
- Що не були частиною Польщі, але були у феодальній залежності від польської корони у XV і XVI столітті (герцогство Пруссія)
- Території, що були у складі Польщі до розділів (частина Королівської Пруссії включаючи Вармію, а також регіони Піла, Валч і Злотув, які відійшли до Пруссії під час першого поділу 1772 року, а також Гданськ, М'єндзижеч і Всхова, які відійшли під час другого поділу, 1793)

### Померанія

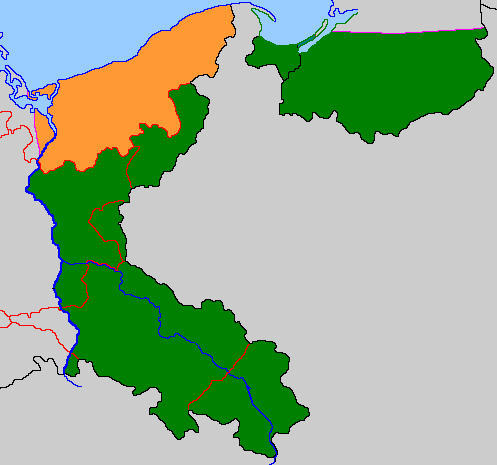
Розташування повернених земель (зеленим) й Провінція Померанія (жовто-гарячим)

Померанська частина Повернених земель зазнавала польського панування кілька разів з кінця 10-го століття, коли Мешко I придбав принаймні, значну частину цього терену. Єпископство було створено в Колобжезькій області його сином Болеславом I в 1000—1005/07, перш ніж область була втрачена знову. Попри подальші спроби польських князів знову взяти під контроль Померанію, цього було лише частково досягнуто за часів Болеслава III за кілька кампаній у 1116—1121, але на час його смерті у 1138 більшість Західної Померанії вже була втрачена. Протягом наступних століть населення цієї території великою мірою германізувалося, хоча невеликі слов'янські або польські меншини залишилися. У свою чергу, до 20-го століття там проживало близько 14 200 осіб, що вважали польську за рідну в провінції Померанії і 300 осіб, які використовували кашубську мову, загальна чисельність населення провінції становила майже 1,7 мільйона жителів.

### Ґданськ, Лемборк і Битів

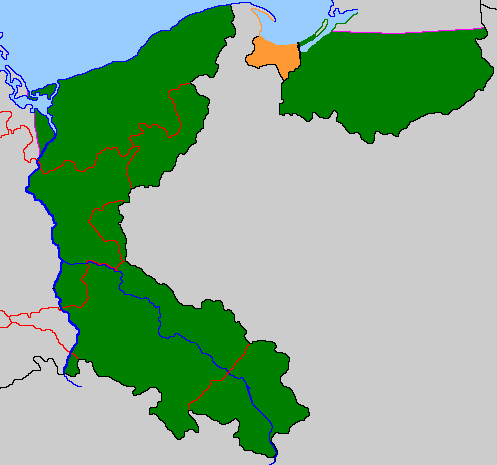
Розташування Вільного міста Данциг (жовто-гарячим) на тлі «Повернених земель» (зеленим)

Помералія або Східна Померанія, включаючи Гданськ (Данциг), перебувала під владою, у XII-му і XIII-му століттях, Собеславичів, які були (принаймні на початковому етапі) тісніше пов'язані з Королівством Польським, ніж з Померанською династією. Після смерті останнього Собеславича у 1294, край тимчасово знаходився під владою польських королів, хоча на цей край претендував також Бранденбург. Після заснування Тевтонського ордену в 1308, край став частиною чернечої держави Тевтонський орден. Після підписання Другого Торунського миру в 1466 край став частиною Королівської Пруссії у складі Королівства Польща, так і залишався у його складі до поділів Речі Посполитої у 1772 і 1793 р, коли відійшов до Пруссії. Невелика ділянка на заході Помералії, Лемборсько-Битівська земля була надана правителю Померанії, хоча він залишався польським леном до першого розділу (Велика частина Помералії утворила Польський коридор за часів інтербелуму, тому не є частиною повоєнних Повернених земель.)

### Любуська земля

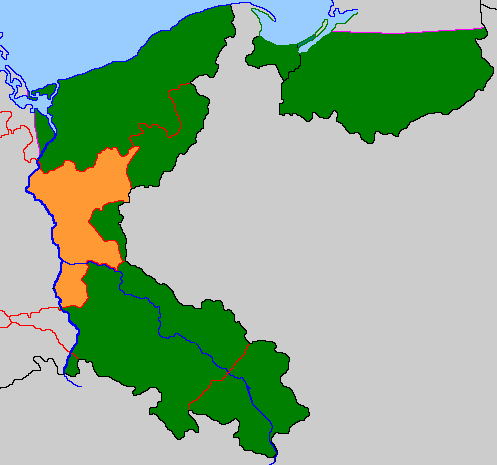
Розташування Східного Брандербургу (жовто-гарячий) на тлі «Повернених земель» (зеленим)

Середньовічна Любуська земля розташовувалась по обидва береги річки Одер до Шпрее на заході, була також тереном корони Мешка І. Польща втратила Любуську землю, коли сілезький князь Болеслав II Рогатка продав його Асканійським маркграфам Бранденбургу у 1248 році, які також придбали укріплення Санток у князя Пшемисла I Великопольського і зробили їх ядром регіону Наймарк («Нова Марка»). Єпископство Любуш було підпорядковане Гнєзненській архідієцезії до 1424, коли перейшло під юрисдикцію архієпископства Магдебург. Сучасне польське Любуське воєводство включає більшість колишніх теренів Брандербурзької Нової марки на схід від Одеру.

### Частини Великої Польщі і Куявії

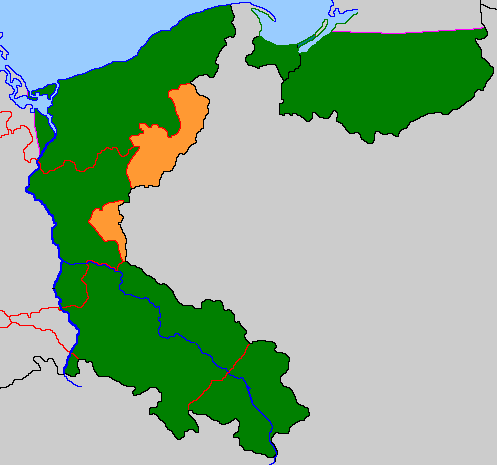
Розташування Позен-Західна Пруссія (помаранчевим) на тлі «Повернених земель» (зеленим)

Частина повернених територій на схід від Любуської землі раніше були західним краєм польських провінцій Помералія і Велика Польща, відійшли до Пруссії під час першого поділу (Померальська частина) і другого поділу (залишок). Під час наполеонівських війн Великопольські території входили до складу Варшавського герцогства, але після Віденського конгресу вони були передані Пруссії як частина Великого князівства Познанського, пізніше провінції Позен. Після Першої світової війни, ті частини колишньої провінції Позен і Західна Пруссія, що не були поновлені в складі Польщі, увійшли до складу Позен-Західна Пруссія до 1938 року.

### Сілезія

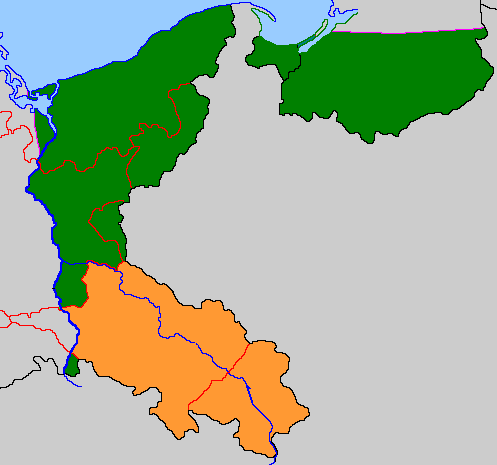
Розташування Сілезії (помаранчевим) на тлі «Повернених земель» (зеленим)

Сілезія перебувала під владою П'ястів з XII-го століття початку роздробленості Польщі. Сілезькі П'ясти зберігали владу над більшістю краю до початку 16 століття, коли помер останній П'яст (Єжі Вільгельм, герцог Легніця) у 1675 році. Перші німецькі колоністи прибули наприкінці XII століття, а великомасштабне німецьке заселення краю почалося на початку XIII-го століття за царювання Генріха I. Після епохи німецької колонізації польська мова все ще існувала у Верхній Сілезії і частині нижньої і середньої Сілезії на північ від річки Одра. Тут німці, які прибули в середні століття, були головним чином полонізовані; німці домінували у великих містах, поляки переважно в сільській місцевості. Польську не використовували у Нижній і Середній Сілезії, що зазнали германізації у XVIII—XIX століттях, за винятком деяких районів, розташованих уздовж північно-східного кордону, що перейшли під контроль Богемського королівства, у XIV-му столітті. Сілезія перейшла під владу Габсбурзької монархії у 1526 році, проте відвойована Фрідріхом Великим у 1742. Частина Верхньої Сілезії стала частиною Польщі після Першої світової війни, але більша частина Сілезії увійшла до складу Повернених земель після 1945 р..

### Вармія і Мазурія

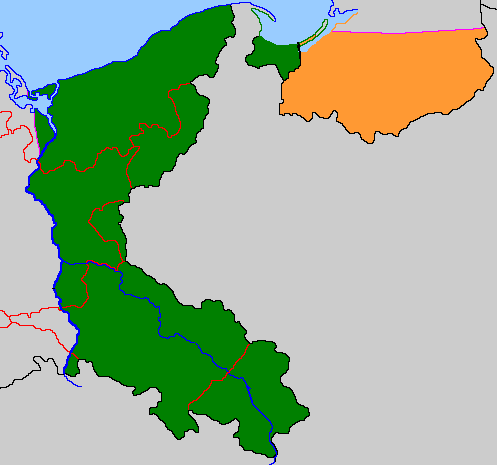
Розташування Східної Пруссії (помаранчевим) на тлі «Повернених земель» (зеленим)

Північні території Вармії і Мазурії зі складу Повернених земель колись були феодальними володіннями Польщі. Спочатку населення було язичниками-пруссами, край увійшов до складу Тевтонського ордену у XIII-му і XIV-му століттях. Після підписання Другого Торунського миру, 1466, терен навколо Лідзбарк-Вармінський відійшов до польської корони як частина Королівської Пруссії, хоча і зі значною автономією. Інша частина сьогоденного Вармінсько-Мазурського воєводства стали частиною Прусського герцогства, офіційно польське феодальне володіння. Край був у складі Пруссії до першого поділу Польщі (1772 р.). Край був у складі південної частини Східної Пруссії після Першої світової війни, ставши частиною Польщі після Другої світової війни, північ Східної Пруссії відійшла до Радянського Союзу, утворивши Калінінградську область.

## Щецин
Особливо напружена ситуація склалася в районі Щецина (Штеттина), передача якого була вкрай болюча для німців, оскільки місто розташовувалося на захід від гирла важливої прикордонної річки і його відторгнення було здійснено тільки через радянське посередництво у 1956.

## Наслідки
Польська та радянська влада незабаром приступили до депортації німецького населення, яке, попри масову еміграцію і втрати в роки війни, за переписом 1946 налічувало 2,3 млн людей або 41 % населення переданих областей. Лише невелика частина німців залишилася в Польщі, переважно це були члени змішаних сімей. Почалася полонізація німців що залишилися. На місце виселених німців прибували поляки, що покинули СРСР або виселені з переданих йому «кресовських» теренів. Особливе місце в заселенні Західної Польщі належало полякам з міст Львова і Тернополя, понад 100 тис. яких були переміщені на Захід, і українцям зі Східної Польщі (Забужжя, Підляшшя), 150 тисяч яких були переміщені на нові землі в ході операції «Вісла».

## Політика
Передача земель мала важливі політичні наслідки для Польщі як у зовнішній, так і у внутрішній політиці країни. Нова влада Польщі після війни в цілому активно підтримувала прорадянську орієнтацію, тому що саме співпраця з СРСР принесла країні нові території. Польська інтелігенція недолюблювала СРСР, проте вважала, що саме він територіально «просунув» країну до Західної Європи, особливо після включення Щецина. У міру полонізації «повернених територій» прорадянська орієнтація країни почала втрачати свою актуальність, тому що частка німців у країні впала до менш ніж 1 %. Проте включення країни в ЄС призвело до несподіваних проблем. Так, поляки раптово зіткнулися з потенційною можливістю скуповування земель, а також реституції (за прибалтійським сценарієм) конфіскованого майна громадянами Німеччини, багато з яких є уродженцями або ж нащадками уродженців «повернених територій».

## Економіка
Різниця в рівні розвитку колишніх німецьких і власне польських земель залишається істотною і усвідомлюється самими поляками, хоча відмінності стиралися протягом повоєнного періоду. Економічні відмінності між «поверненими» і «споконвічними» територіями знаходять своє відбиття і в політичних смаках поляків, що їх населяють. Ними, зокрема, пояснюється істотна різниця в політичних смаках поляків північного заходу країни з одного боку і південного сходу, а також центру, з іншого, під час кожних парламентських виборів.